# 25103 Kimdongyoung
25103 Kimdongyoung (tên chỉ định: 1998 RC51) là một tiểu hành tinh vành đai chính. Nó được phát hiện bởi dự án Nghiên cứu tiểu hành tinh gần Trái Đất Lincoln ở Socorro, New Mexico, ngày 14 tháng 9 năm 1998. Nó được đặt theo tên Kim Dongyoung, a South Korean high school student whose computer science project won first place ở the 2008 Giải thưởng Khoa học và Kỹ thuật Intel.